# Les Buch
Les Buch és un grup punk rock format el 2017 a Terrassa, que es caracteritza per les lletres irreverents, la veu trencada, els tempos ràpids i la crítica social.

## Trajectòria
Les Buch va néixer com un projecte personal de Marina Comelles, que va triar el nom perquè era el cognom de la seva àvia, amb qui tenia molt bona relació i era música. Va escriure algunes cançons, va fer-ne el logotip i va buscar les altres integrants. Format inicialment per Marina Comelles, Núria Tort i Anna López, més endavant van incorporar la guitarrista Marisa Torrent per a donar certs matisos a les cançons i aconseguir una major potència.
El 2020 guanyaren el premi Joventut del Sona9, el concurs per a grups novells organitzat per Enderrock, iCat, TV3 i la Generalitat de Catalunya, amb un directe potent en què aconseguiren presentar fins a nou cançons en vint minuts. El mateix any, van gravar el seu segon EP, Monstres, amb melodies fresques, ritmes ràpids i produït per Joana Serrat a Bucbonera Studios, a partir del qual iniciaren una intensa gira de concerts en sales, festes majors i festivals.
El 2022, es va produir un canvi de baixista a la banda en què Laura Valdés va substituir Núria Tort. Ja amb la nova integrant gravaren el seu primer LP, Crit de guerra, produït a l'EM Estudi de Xavi Escribano, el bateria del grup The Anti-Patiks. Aquest disc compta amb 10 cançons, cadascuna d'elles representada amb un símbol a la portada obra de la il·lustradora Romina Molist, aborda temàtiques com el feminisme i la salut mental.

## Integrants
- Marina Comelles: veu, guitarra i composició
- Marisa Torrent: guitarra
- Laura Valdés: baix
- Joan Aparicio: bateria
- Núria Tort: baix (2017-2022)[7]
- Anna López: bateria (2017-2023)

## Discografia
- Ens estan matant (EP, autoeditat, 2019)
- Monstres (EP, autoeditat, 2021)
- Crit de guerra (LP, autoeditat, 2022)[8]